# Movimento della Forza di Serbia
Il Movimento delle Forze di Serbia (in serbo Покрет Снага Србије?, Pokret Snaga Srbije - PSS) è un partito politico attivo in Serbia fondato nel 2004 e il cui presidente è Bogoljub Karić.

## Storia
Alle elezioni parlamentari del 2012 PSS si è presentato in coalizione col Partito Progressista Serbo di Tomislav Nikolić e con Nuova Serbia ottenendo 2 seggi ed entrando per la prima volta in Parlamento.

## Risultati elettorali
| Elezione          | Voti      | Seggi     | Posizione         |
| ----------------- | --------- | --------- | ----------------- |
| Parlamentari 2007 | 70.727    | 0 / 250   | extraparlamentari |
| Parlamentari 2008 | 22.250    | 0 / 250   | extraparlamentari |
| Parlamentari 2012 | 940.659   | 73 / 250  | Maggioranza       |
| Parlamentari 2014 | 1.736.920 | 158 / 250 | Maggioranza       |
| Parlamentari 2016 | 1.823.147 | 131 / 250 | Maggioranza       |
| Parlamentari 2020 | 1.953.998 | 188 / 250 | Maggioranza       |
| Parlamentari 2022 | 1.635.100 | 120 / 250 | Maggioranza       |